# Капри Леоне
Ка̀при Лео̀не (на италиански: Capri Leone; на сицилиански: Capri Liuni, Капри Лиуни) е село и община в Южна Италия, провинция Месина, автономен регион и остров Сицилия. Разположено е на 400 m надморска височина. Населението на общината е 4568 души (към 2011 г.).
Село Капри Леоне е административен център на общината, но най-голямата част на населението живее в градчето Рока (на италиански: Rocca).